# Llac Espejo
El llac Espejo és un llac andí d'origen glacial ubicat al sud de la província del Neuquén a l'Argentina. Pertany al Camí dels Set Llacs, a prop de la localitat de Villa La Angostura.
El seu nom es deu al fet que les seves aigües tranquil·les i netes reflecteixen com un mirall els paisatges de les seves ribes. És alimentat per l'aigua del desglaç de les muntanyes circumdants a través de diversos rierols que desemboquen en ell.
A les seves vores alternen platges de sorra volcànica, jonqueres i zones de roques de pendent abrupta.